# Fokker C.XIV
Fokker C.XIV-W – holenderski wodnosamolot zwiadowczy z okresu II wojny światowej. 

## Historia
W 1937 roku po rozpoczęciu produkcji seryjnej wodnosamlotu Fokker C-XI-W w wytwórni rozpoczęto pracę nad mniejszą wersją tego samolotu. Tak opracowany samolot został oznaczony jako Fokker C.XIV-W i został oblatany w 1939 roku.
Zaraz po jego oblataniu zamówiono serię 23 samolotów tego typu, samoloty te zostały ukończone  w 1940 roku. Łącznie wyprodukowano 24 samoloty tego typu (łącznie z prototypem). Z uwagi na zajęcie przez Niemców Holandii nie był już produkowany. 

## Użycie w lotnictwie
Wodnosamolot C.XIV-W w 1940 roku wprowadzono do lotnictwa morskiego Holandii i wzięły one udział w walkach na terenie Holandii w 1940 roku. 
11 samolotów ewakuowano do Wielkiej Brytanii, gdzie zostały rozmontowane a następnie wysłane do Holenderskich Indii Wschodnich, gdzie działały z baz przybrzeżnych. 
Po zaatakowaniu Holenderskich Indii Wschodnich w 1942 roku przez Japonię, wszystkie samoloty tego typu zostały zniszczone.

## Opis konstrukcji
Wodnosamolot Fokker C.XIV był dwupłatem o konstrukcji mieszanej. Płat o konstrukcji drewnianej, natomiast kadłub miał konstrukcję kratownicową spawaną z rur stalowych. Całość pokryta była płótnem. W kadłubie mieściło się odkryte kabiny pilota i obserwatora. Podwozie samolotu składało się z dwóch stałych pływaków jednoredanowych wykonanych z duralu, wspartych wspornikami z rur stalowych.
Napęd samolotu stanowiły w 1 silnik tłokowy, w układzie gwiazdy, chłodzony powietrzem, posiadające osłonięty pierścień NACA.
Uzbrojenie samolotu stanowiły 2 karabiny maszynowe FN Browning kal. 7,9 mm, jeden stały obsługiwany przez pilota, drugi ruchomy obsługiwany przez strzelca-obserwatora.